# Arrivi tu (Alessandra Amoroso)
Arrivi tu è una canzone scritta da Daniele Coro e Federica Camba, prodotta da Simone Papi, per la cantante Alessandra Amoroso. È il quarto singolo estratto dall'album Senza nuvole.

## Il brano
Il brano viene reso disponibile per il download digitale dal 2 aprile 2010.
La canzone è incentrata sul tema dell'amore, e si configura come una dedica d'amore al proprio fidanzato. Le due strofe sono composte da una serie di appellativi che l'autrice assegna al proprio amore.
Il brano viene incluso in due compilation: TRL On the Road Compilation nel 2010, Love... per sempre nel 2011.

## Il video
Il video della canzone viene girato il 12 aprile 2010 a Verona, per la regia di Gaetano Morbioli. Il 23 aprile, tramite la pagina ufficiale Facebook, la Sony BMG pubblica tre screenshot del video del brano. L'anteprima del videoclip avviene il 28 aprile su Music Box Italia, canale musicale (703) di Sky, ma la pubblicazione ufficiale avviene il 29 aprile 2010 sulla pagina ufficiale di MSN Video. 
Nel video è possibile vedere Alessandra alle prese con un uomo misterioso, in formato animato, creato da lei stessa sfiorando la parete di una muraglia. La creatura è il frutto di un'entità perfetta immaginata da Alessandra ma, successivamente, basterà un reciproco assembramento di mani per rendere questo personaggio umano e concreto. Appena ciò accade, ecco che Alessandra prende il suo posto diventando una creatura metafisica. 
La metafora evidenzia il passo del brano che recita:
(Alessandra Amoroso, Arrivi tu)

## Tracce
Download digitale
1. Arrivi tu – 3:39 (Federica Camba e Daniele Coro)

## Classifiche
| Classifica (2010) | Posizione massima |
| ----------------- | ----------------- |
| Italia            | 38                |

## Formazione
- Alessandra Amoroso - voce
- Simone Papi - tastiera, pianoforte, organo Hammond
- Roberto Bassi - tastiera, pianoforte, organo Hammond, programmazione
- Giorgio Secco - chitarra acustica, chitarra elettrica
- Cesare Chiodo - basso
- Diego Corradin - batteria
- Federica Camba - cori